# Horváth Zoltán (filmrendező)
Horváth Zoltán (1982 –) közművelődési szakember, dokumentumfilmes, egyetemi tanársegéd. 2020-tól 2021-ig az AGORA Szombathelyi Kulturális Központ igazgatója, 2021-ben a Szombathelyi Médiaközpont Nonprofit Kft. ügyvezető igazgatója, 2022-től az AGORA Savaria Kulturális és Médiaközpont ügyvezető igazgatója.

## Élete[1]
Általános és középiskolai tanulmányait is a vasi megyeszékhelyen végezte. A Szent-Györgyi Albert Középiskolában szerzett gimnáziumi érettségit. A középiskolában filmfakultációs osztályba járt, ahol mozgókép elméletet, gyakorlatot és filmtörténetet tanult kiemelt óraszámban. Az érettségivel párhuzamosan mozgókép-gyártó, videóműsor-készítő OKJ-s végzettséget szerzett.
Felsőfokú tanulmányait a szombathelyi Berzsenyi Dániel Főiskolán kezdte meg 2002-ben (időközben a főiskola a Nyugat-magyarországi Egyetembe olvadt). Tanulmányait művelődésszervező főiskolai, illetve alkalmazott nyelvészet egyetemi szakokon végezte, ahol diplomamunkáinak konzulensei dr. Balázs Géza és dr. Murai András gyakoroltak rá jelentős hatást. Fő szakjai mellett térségfejlesztő és vizuális kommunikáció szakirányú végzettséget szerzett. Tanulmányai mellett újságírói OKJ-s képesítést is kapott. Újságíróként dolgozott az egyetemi lapnál, filmeket készített, valamint filmklubvezetőként működött a szombathelyi Örökmozgó Művészmoziban.
Művelődésszerevező szakmai gyakorlatát a Herényiek Házában végzi, ahol a közösségfejlesztő tevékenységgel is megismerkedett. 2007-ben az AGORA Szombathelyi Kulturális és Turisztikai Központ közművelődési munkatársa volt. Évekig az AGORA–Savaria Filmszínházban dolgozott, ahol megismerte a mozis szakmát, majd az intézmény központjában rendezvények és közösségi programok megvalósítója lett.
Munka mellett folyamatosan képezte magát: kulturális rendezvényszervező OKJ-s végzettséget, majd andragógus, kulturális mediátor, továbbá emberi erőforrás tanácsadó mesterdiplomákat szerzett, de folyamatosan részt vett szakmai akkreditált tanfolyamokon is. Közművelődési területen kulturális szakértő. Jelenleg a Széchenyi Egyetem Regionális Doktori Iskolájának doktorandusza: témája a kulturális alapú gazdaságfejlesztés és kreatív ipar.
2010-től 2014-ig a Lehet Más a Politika tagjaként önkormányzati képviselő volt Szombathelyen, ezalatt a Kulturális és Sportbizottság, valamint a Városüzemeltetési, Városfejlesztési és Környezetvédelmi Bizottság tagja. 2019-ben a Jogi és Társadalmikapcsolatok Bizottságának tagja. 2020-tól a Szombathelyi Értéktár Bizottság tagja kulturális örökség területen.
2019-ben a Helyi identitás és kohézió erősítése Szombathelyen című TOP-projekt szakmai vezetőjévé választották. 2020. januárjában az AGORA Szombathelyi Kulturális Központ igazgatóhelyettese, majd februártól az intézmény igazgatója lett. 2021. februártól mindezekkel párhuzamosan megbízták a Szombathelyi Médiaközpont Nonprofit Kft. ügyvezetői feladatainak ellátásával is. A két szervezet összevonása után, 2022-től az AGORA Savaria Kulturális és Médiaközpont ügyvezető igazgatója.
Több, mint 20 éve készít dokumentum- és ismeretterjesztő filmeket, elsősorban a MozgóKépMás csoport és a Korfilm alkotóműhely tagjaként. Az elmúlt időszakban nagyjából 50 alkotás kötődik a nevéhez, amelyekkel számos hazai és nemzetközi díjat nyert el. Évek óta végez tudományos kutatótevékenységet: szakmai konferenciákon ad elő, rendszeresen publikál folyóiratokban, tanulmánykötetekben. 2019-től 2023-ig óraadó oktató az ELTE Savaria Egyetemi Központjában, különböző kurzusokat tart közösségszervező szakos hallgatóknak, 2023-tól az ELTE TáTK Közgazdaságtudományi intézet Üzleti Kommunikáció és Marketing Tanszék egyetemi tanársegédje. Ezen túl felnőttképzések előadója. Több alkalommal vett részt a kulturális szervezetek igazgatóválasztását elbíráló bizottság munkájában.

## Munkásság[8]
Az AGORA–Savaria Filmszínház munkatársaként több filmszakmai rendezvény, filmklub elindítója (Ezüstkor Filmklub, Középiskolások Filmklubja). Kezdeményezője volt a Herényiek Házában zajló Lyra Mozinak, valamint a Vas Megyei TIT Egyesület ismeretterjesztő filmklubjának.
Az AGORA–Művelődési és Sportházban dolgozó közművelődési szakemberként újszerű programokat dolgozott ki a digitális kultúra iránt érdeklődő fiatalok megszólítása, valamint az intézmény szakmai programjának bővítése érdekében. Megosztók címmel beszélgetéssorozatot indított el a szombathelyi és Vas megyei vlogerekkel, bloggerekkel, influenszerekkel. Szervezője volt a helyi youtubereket megszólító összejövetel-sorozatnak. Geosits Judittal együtt szervezte meg a gasztrobloggerek bevonásával zajló, #HasTag című közösségi sütés-főzés sorozatot.
2020-ban kezdeményezte a szombathelyi közművelődési rendelet megalkotását, megszervezte annak szakmai hátterét, valamint a közművelődési egyesületek rendeletbe való beemelését.
Részt vett a Szombathely2030 – A válságálló tudásgazdaság megteremtéséért című városi település- és gazdaságfejlesztési program kidolgozásában elérve, hogy a tervezésben a közművelődési szakma is részt tudjon venni. A fejlesztési elképzelések közé így került be az ú.n. Jövőközpont (tudományos élményközpont) terve. Megszervezője volt a program társadalmiasításának.
2021-ben és 2022-ben részt vett a szombathelyi önkéntes stratégia megalkotására létrejött munkacsoport munkájában. A stratégiában több fejezet megírását is vállalta.
Kezdeményezésére jött létre 2022-ben az önkormányzat által alapított szombathelyi sajtódíj, amely a helyi újságírók, médiamunkatársak munkáját ismeri el.
Vezetőként az új jogszabályi és társadalmi környezethez jobban, rugalmasabban alkalmazkodó szervezeti formára (intézményből nonprofit kft) való átállás kezdeményezője és végrehajtója volt. Kidolgozta a Szombathelyi Televíziót és az önkormányzati hetilapot is működtető Szombathelyi Médiaközpont, valamint a felnőttképzési tevékenységet és munkaerőpiaci szolgáltatást végző Szombathelyi Képzőközpont közművelődési intézményrendszerbe való integrálását és működtetését 2022-ben. Az így létrejött többfunkciós közművelődési intézmény a város egyik legnagyobb kulturális szervezete lett. Vezetése alatt nyílt meg 2021-ben Szombathely új turisztikai, közösségi, kulturális tere: a felújított Víztorony. Kezdeményezője a szombathelyi lakótelepi közművelődés beindításának, amely civil szervezetekkel, társintézményekkel kötött szakmai együttműködési megállapodásoknak köszönhetően indult meg jelenleg a Derkovits, valamint az Ifjúsági lakótelepen (ahol az AGORA-tól egykor elvett, volt Gyermekek Háza épületében ennek köszönhetően újra megvalósulnak családi és ifjúsági programok). Elindítója annak a folyamatnak, amely során az AGORA Savaria Nonprofit Kft. szakmai profiljában egyre erősebben jelennek meg a modern, digitális technikák, illetve az ezekhez kapcsolódó programok, fejlesztési folyamatok: robotok és LEGO robotok, 3D-s nyomtató, stb. vásárlása, SMART megoldásokkal, robotikával, innovációval kapcsolatos előadások, workshopok, interaktív kiállítások. 2014-ben irányítása alatt indult újra a körmendi mozi, Sinkovits Imre Filmszínház néven, amelynek működtetését az AGORA Savaria Nonprofit Kft. végzi.

## Tevékenységek[9]
2004-ben kezdeményezője és vezetője volt a Berzsenyi Dániel Főiskola önképzőköreként indult MozgóKépMás csoportnak, amely a filmkészítés iránt érdeklődő szombathelyi fiatalok műhelyeként működött hosszú időn keresztül. Boros Ferenccel és Kozma Gáborral tagja a KORFILM filmes alkotócsoportnak. 2005 óta tagja, majd elnökségi tagja a Magyar Független Film- és Videószövetségnek.
Tagja a városi közélettel foglalkozó szombathelyi Éhen Gyula Kör Egyesületnek, majd baráti körnek. Elnökségi tagja a Szombathelyi Szépítő Egyesületnek. Tagja számos szakmai szervezetnek (Magyar Népművelők Egyesülete, HERA stb.).
Több szervezetben képviseli az AGORA Savaria Nonprofit Kft. (NMI Agóra műhely, Szombathelyi Kábítószer Egyeztető Fórum, Helyi Televíziók Országos Egyesülete stb.).
Intézményvezetővé választásáig volt az AGORA Szombathelyi Kulturális Központ közalkalmazotti tanácsának elnöke, illetve a szervezet Közgyűjteményi és Közművelődési Dolgozók Szakszervezete alapszervezeti titkára, továbbá a szakszervezet megyei elnöke. Jelenleg (2025) a KKDSZ tagja, illetve a Szakszervezetek Együttműködési Fóruma Vas megyei koordinátora.
Az AGORA Savaria Nonprofit Kft. által alapított SZÍN-TÉR a Közössége Agórájáért Alapítvány kuratóriumi elnöke.

## Filmográfia

### Dokumentumfilmek[10]
| Év   | Cím                                                                                                  | Megjegyzés / téma                                |
| ---- | --- | ------------------------------------------------ |
| 2024 | A gönyűi aranyember                                                                                  | ismeretterjesztő portréfilm                      |
| 2023 | Fekete csend – Bari Janó portréja                                                                    | portréfilm Bari Janóról                          |
| 2022 | Élményekre hangolva – Horváth Imre portréja                                                          | portréfilm                                       |
| 2020 | „Für Kaiser und Vaterland – Királyért és Hazáért!” – A császári és királyi 11. huszárezred története | történeti dokumentumfilm                         |
| 2020 | Szentmártoni Radó Kálmán munkássága és öröksége                                                      | dokumentumfilm Radó Kálmánról                    |
| 2019 | Fehérköpenyesek                                                                                      | egészségügyi dolgozókról szóló rövidfilm sorozat |
| 2018 | Táncból katedrálist                                                                                  | dokumentumfilm                                   |
| 2018 | A barakkváros foglyai                                                                                | történeti dokumentumfilm                         |
| 2017 | Mikor a halálgép muzsikál felettünk – Németh Miklós élete                                            | portréfilm                                       |
| 2017 | Élmények (b)irodalma – Fűzfa Balázs és az élményközpontú irodalomtanítás                             | portréfilm Fűzfa Balázsról                       |
| 2017 | A nádazó borbély – Vidi József a Gulágon                                                             | történeti dokumentumfilm                         |
| 2016 | 90, 19, 9 – Fekete Iván a Gulágon                                                                    | történeti dokumentumfilm                         |
| 2016 | „Egy barázdát én is hagytam” – Dr. Széll Kálmán portréja                                             | portréfilm Széll Kálmánról                       |
| 2016 | Az örökség – Koszorús Ödön portréja                                                                  | portréfilm                                       |
| 2016 | Valóság és humor az I. világháborúban                                                                | történeti dokumentumfilm                         |
| 2016 | Hazatérő – Miniportré gróf Erdődy Lászlóról                                                          | portréfilm                                       |
| 2015 | a szendiszűcs                                                                                        | portréfilm Szendiszűcs Istvánról                 |
| 2015 | Áttáncolt világ – Kaiser Gyula portréja (1. rész)                                                    | portréfilm                                       |
| 2014 | A gyárépítő                                                                                          | portréfilm Pálffy Dezsőről                       |
| 2014 | Mert még hiszem                                                                                      | dokumentumfilm                                   |
| 2013 | Napfényember – Spiegler Elemér élete                                                                 | portréfilm Spiegler Elemérről                    |
| 2013 | Határvidék                                                                                           | dokumentumfilm                                   |
| 2010 | Ecsetek, keretek – Csonka Ernő művészete                                                             | portréfilm                                       |
| 2009 | Nyitány                                                                                              | dokumentumfilm                                   |
| 2009 | Kőhíd – Rocco Turi kiállításának nyomában                                                            | művészeti dokumentumfilm                         |
| 2009 | Zörgető emlékek                                                                                      | dokumentumfilm                                   |
| 2008 | Jégkirálynő                                                                                          | portréfilm Nagy Mariannáról                      |
| 2008 | Városformálók                                                                                        | dokumentumfilm                                   |
| 2007 | Remeteidő                                                                                            | dokumentumfilm                                   |
| 2007 | UBA                                                                                                  | dokumentumfilm                                   |
| 2007 | Rohan elszáll az idő – Egy felejthetetlen tárlatvezetés a Smidt Múzeumban                            | helytörténeti dokumentumfilm                     |
| 2006 | Valaki Európában – Gál Ferusz József élete                                                           | portréfilm                                       |
| 2006 | Amikor a rab madár kiszabadul a kalickából…                                                          | dokumentumfilm                                   |
| 2006 | Meseboltos – Gazdag Erzsi élete                                                                      | dokumentumfilm Gazdag Erzsiről                   |
| 2006 | Mesés Dozmat                                                                                         | helytörténeti dokumentumfilm                     |
| 2006 | Köztünk élnek – Répcelakiak az 1956-os forradalomban                                                 | történeti dokumentumfilm                         |
| 2006 | Ez történt – Palkó István élete                                                                      | portréfilm Palkó Istánról                        |
| 2005 | A haditudósító – dr. Kuntár Lajos élete                                                              | portréfilm Kuntár Lajosról                       |
| 2004 | Fejezetek egy szent életéből                                                                         | portréfilm Varecza Lászlóról                     |

### Operatőrként
| Év   | Cím                   | Rendező       | Szerepkör | Műfaj          |
| ---- | --------------------- | ------------- | --------- | -------------- |
| 2016 | Ily korban szabadon   | Erdélyi János | operatőr  | dokumentumfilm |
| 2018 | Mert kell egy csapat! | Erdélyi János | operatőr  | dokumentumfilm |

## Publikációk
Rendszeresen publikál tudományos és szakmai folyóiratokban, konferenciakötetekben elsősorban közművelődés, kulturális gazdaság, kreatív ipar, népfőiskolák témakörben.

### Kiemelt tudományos közlemények (választott tételek az MTMT alapján)[13]
| Év   | Cím                                                                                                   | Megjelenés helye                                                         | Típus                                       |
| ---- | --- | ------------------------------------------------------------------------ | ------------------------------------------- |
| 2025 | Fenntartható Fejlődési Célok megjelenése egy kreatív gazdasági szegmensben                            | Zöldülő gazdaság: lehetőségek és kihívások... (konferenciakötet)         | Konferencia-absztrakt                       |
| 2024 | A szombathelyi közművelődési rendszer átalakulása 2020 után: társadalmi, közösségi és gazdasági hatás | Vasi Szemle 78(1): 77–85.                                                | Folyóiratcikk                               |
| 2024 | Kultúra és kreativitás a városgazdaságban és az urbánus terekben                                      | Kihívások a művelődés és a felnőttképzés világában... (konferenciakötet) | Konferencia-absztrakt                       |
| 2024 | Kulturális intézmények térségi továbbgyűrűző hatása Szombathely példáján keresztül                    | Polgári Szemle 20(1–3): 218–230.                                         | Folyóiratcikk                               |
| 2024 | Kulturális és kreatív gazdaság megteremtésére irányuló elképzelések Szombathely stratégiáiban         | Comitatus: Önkormányzati Szemle 34: 65–80.                               | Folyóiratcikk                               |
| 2024 | A Víztorony – mint közművelődési helyszín                                                             | Előadás: Pár-beszéd szakmai nap (Szeged)                                 | Ismeretterjesztő előadás                    |
| 2024 | A kultúraalapú gazdaságfejlesztés és a társadalmi bevonás...                                          | Vasi Szemle 78(4): 478–493.                                              | Folyóiratcikk (társszerző Kucsera, Loretta) |
| 2024 | Fábián Gábor: A speciális film                                                                        | Vasi Szemle 78(4): 497–499.                                              | Könyvismertetés                             |
| 2024 | A hungarikumok kapcsolata a turizmussal...                                                            | Kulturális Szemle XI(1): 49–62.                                          | Folyóiratcikk (társszerző Nemes, Adrián)    |
| 2024 | Városfejlesztés kulturális alapokon: [könyvismertetés]                                                | Kulturális Szemle XI(1): 144–146.                                        | Könyvismertetés                             |

## Könyvei
- Szent Varecza. Interjúkötet. Boros Ferenccel közösen. Szombathely, 2004.[14]
- Interjú Vareczával. Szombathely, 2009. ISBN 978-963-88600-0-2[15]

## Elismerések
Több, mint nyolcvan filmes díj, az általa önállóan, vagy alkotótársaival készített filmekért.
2017. Honismereti Munkáért Emléklap
2019. Vas megyei Príma-díj Magyar Színház és Filmművészet kategóriában (Boros Ferenccel közösen)
2024. A jövő vezetője-díj

## Független források
- 2009 – „Egyedül nem forog a világ!” – interjú Boros Ferenc–Horváth Zoltán amatőr filmes alkotópárossal. (Vaskarika.hu) [20]
- 2019 – Filmbe mentett emlékezet – évfordulós beszélgetés Boros Ferenc és Horváth Zoltán függetlenfilmesekkel (Vaskarika.hu). [21]
- 2022 – Élményekre hangolva portréfilm bemutatója Horváth Imréről az AGORA-Savaria Filmszínházban (Vaol.hu). [22]